# Eugenio Bomboni
Eugenio Bomboni (Firenze, 27 gennaio 1930 – Roma, 19 luglio 2015) è stato un giornalista sportivo italiano, ed organizzatore di corse ciclistiche.

## Carriera
Agli inizi degli anni cinquanta iniziò la sua collaborazione con la redazione toscana de "L'Unità", testata per la quale divenne poi cronista sportivo per circa un trentennio.
Dal 1961, trasferitosi a Roma, iniziò la sua esperienza come organizzatore di corse ciclistiche dilettantistiche italiane e mondiali, che lo portò negli anni novanta anche alla presidenza Associazione Internazionale Organizzatori.
Tra le principali corse organizzate, il Gran Premio della Liberazione, tradizionale gara del 25 aprile disputata a Roma nel circuito delle Terme di Caracalla, considerata un vero e proprio mondiale di primavera per dilettanti (ora Under 23); il Giro delle Regioni, gara a tappe per squadre nazionali di sua creazione, ideata nel 1976, e la Coppa delle Nazioni, una cronometro a squadre Under-23 ed Elite.
Attivo anche nel ciclismo femminile, è stato promotore e organizzatore del Giro Donne, l'equivalente al femminile del Giro d'Italia. Era il fondatore ed è stato presidente del Velo Club "Primavera Ciclistica".
Tra i riconoscimenti nazionali, la stella d'argento del CONI.